# Hygnestad

Hygnestad är en gård från 1600-talet i Harstads socken, Göstrings härad. Den bestod av 3 3/4 hemman. 

## Ägare och boende

### Skattegården
Skattegården bestod av 1 skattehemman.
- 1718-1722 Jon Nilsson
- 1734-1747 Gustaf Jonsson
- 1759-1761 Jan Jonsson

### Norra Mellangården
Norra Mellangården bestod av 1/2 hemman rusthåll.
- 1722 Jöns
- 1734 Sven Danielsson
- 1740-1742 Christopher
- 1743-1761 Lars Svensson

### Kronogården
Kronogården bestod av 3/4 kronohemman.
- 1734-1761 Önnart Olsson

### Södergården
Södergården bestod av 3/4 skattehemman.
- 1722-1761 Nils Jonsson

### Södra Mellangården
Södra Mellangården bestod av 3/4 skattehemman.
- 1740-1743 Carl Bengtsson
- 1744-1747 Nils Bengtsson
- 1754-1761 Sven Persson (3/8 hemman)
- 1754-1761 Jöns Jonsson (3/8 hemman)